# Даунингтон (Пенсилванија)
Даунингтон (енгл. Downingtown) град је у америчкој савезној држави Пенсилванија.

## Демографија
По попису из 2010. године број становника је 7.891, што је 302 (4,0%) становника више него 2000. године.
| Група             | 2000.         | 2010.         |
| Белци             | 6.217 (81,9%) | 5.999 (76,0%) |
| Афроамериканци    | 819 (10,8%)   | 948 (12,0%)   |
| Азијати           | 174 (2,3%)    | 216 (2,7%)    |
| Хиспаноамериканци | 268 (3,5%)    | 567 (7,2%)    |
| Укупно            | 7.589         | 7.891         |